# Pulsatilla millefolium
Pulsatilla millefolium är en ranunkelväxtart som först beskrevs av William Botting Hemsley och E.H. Wilson, och fick sitt nu gällande namn av Oskar Eberhard Ulbrich. Pulsatilla millefolium ingår i släktet pulsatillor, och familjen ranunkelväxter. Inga underarter finns listade i Catalogue of Life.